# Yeah! (Usher)
Yeah! è una canzone Crunk & B prodotta da Lil Jon e scritta dai compositori statunitensi Sean Garrett, Patrick J. Que Smith, Ludacris, Robert McDowell e James Elbert "LRoc" Phillips e LaMarquis Jefferson, ed eseguita da Usher per il suo quarto album, Confessions, del 2004. La canzone figura la collaborazione del produttore Lil Jon e del rapper Ludacris.
Il brano è stato pubblicato come singolo traino dell'album all'inizio del 2004, ed ha raggiunto la vetta della Billboard Hot 100, dove è rimasto per 12 settimane. È andata altrettanto bene nel mercato internazionale, anche nei paesi in cui Usher non era mai entrato in classifica, diventando nella maggior parte dei casi il singolo di più grande successo dell'artista: è arrivato al numero 1 di oltre 10 paesi. Il singolo è stato certificato disco di platino in svariati paesi, e ha conquistato un Grammy Award alla miglior collaborazione con un artista rap e un MTV Video Music Awards come Best Male Video. Nel 2023 la melodia principale della canzone viene ripresa e campionata nel singolo Dientes di DJ Khaled, J Balvin e lo stesso Usher.

## Composizione e testo
Nel 2003 era già stato inciso molto materiale per l'album Confessions. Quando Usher e l'allora presidente dell'Arista Antonio "LA" Reid hanno ascoltato insieme i pezzi, percepirono che l'album aveva bisogno di un gran pezzo dance da pubblicare come primo singolo, nonostante stessero già pensando di pubblicare come possibile singolo Burn (uscito poi come secondo singolo). È a quel punto che è stato coinvolto nel progetto il produttore di Atlanta Lil Jon, il quale ha dichiarato: "Usher aveva bisogno di un singolo. Avevano Burn, Burn era fantastica, ma avevano bisogno di una prima traccia mostruosamente potente. A quel punto sono arrivato io".
La produzione di Lil Jon ha conferito al brano un sound completamente diverso dai precedenti album di Usher. Yeah! è diventato infatti un tipico esempio di crunk, o meglio ancora di crunk'n'b (un ibrido di crunk e R&B), che miscela delle sonorità forti da "dirty south" con quelle tipiche della "club dance". Grazie a questo tipo di musicalità molto tagliente, il brano si distingue anche da gran parte dell'album di cui fa parte. La canzone è stata composta nella scala di si bemolle maggiore. La parola "yeah" è alla base di tutta la canzone: oltre ad essere ripetuta più volte nel ritornello, introduce anche il brano all'inizio. Il testo vede il protagonista attratto da due donne: la sua ragazza ed un'altra che ha appena conosciuto, e si chiede se è capace di portarsi a casa la nuova conquista. Il pezzo si conclude con un ponte rap eseguito da Ludacris.
Inizialmente il beat di Yeah! era diverso. Lil Jon stava da mesi lavorando a vari progetti, tra cui i nuovi album di Mystikal e Petey Pablo. Dopo aver composto il beat per una canzone di Pablo, pensava che questa composizione non sarebbe stata più usata, e così l'ha spostata verso il progetto di Usher. Pablo è poi tornato sui suoi passi, dopo essersi reso conto che quel beat avrebbe avuto molto successo, soprattutto presso i seguaci del "dirty south", così è stato usato per il suo singolo di successo Freak-A-Leek, mentre Lil Jon si è rimesso al lavoro per comporre una nuova base musicale per Yeah!. Successivamente il produttore ha riusato il beat di Freak-A-Leek per Goodies di Ciara.

## Video
Il videoclip del brano è stato diretto da Little X (già regista di U Got It Bad e U Don't Have to Call) ed è stato girato in una galleria d'arte di Los Angeles in due giorni. Dopo aver ascoltato la traccia, il regista ha deciso di fare grande uso di raggi laser nel video, avendo percepito il brano come un raggio laser al primo ascolto. Little X ha preso ispirazione anche da un video del 1979 di Michael Jackson, Rock with You, che usava dei laser. Il video è ambientato quasi interamente in un club, dove il cantante esegue una coreografia accompagnato da dei ballerini e dove, in altre scene, seduce due ragazze. Il protetto di Ludacris Chingy appare in un cameo alla fine del video, insieme al produttore Jazze Pha. Usher ha sviluppato da solo molte idee riguardo all'abbigliamento e ai passi di danza, alcuni dei quali prendono spunto da tipici balli giamaicani hip hop, diventati molto popolari anche negli USA.

## Riconoscimenti
Il singolo è uno dei più premiati nella carriera del cantante, avendo conquistato i premi più prestigiosi del mondo della musica. Nel 2005 vinse il Grammy Award alla miglior collaborazione con un artista rap, insieme ad uno per My Boo nella categoria "Best R&B Performance by a Duo or Group With Vocals". Il video del brano ha fatto vincere all'artista i suoi primi MTV Video Music Awards, in ben due categorie: Best Male Video e Best Dance Video; il video ha trionfato anche ai Soul Train Music Awards come Best R&B/Soul or Rap Music Video. Ai Billboard Music Awards del 2004 il singolo ha conquistato due premi come Hot 100 Single of the Year e Hot 100 Airplay Single of the Year. Usher ha vinto un premio anche ai Source Hip-hop Music Awards, nella categoria R&B/Rap Collabo of the Year, e ai Radio Music Awards, nella sezione Hip-hop Song of the Year. Il singolo ha poi conquistato due premi ai Teen Choice Awards, come Choice R&B/Hip Hop Track e Choice Hook Up.

## Tracce
UK CD 1
1. "Yeah!" (featuring Lil Jon and Ludacris) – 4:10
2. "Red Light" (Smith, Patrick J Que/Smith, Jonathan/Hilson, Keri/McDowell, Robert/Garrett, Sean) – 4:48
3. "Yeah!" (Reggaeton remix)

UK CD 2
1. "Yeah!" – 4:10
2. "Red Light" – 4:48
3. "Sweet Lies" (Williams, Pharrell/Hugo, Chad) – 4:09
4. "Yeah!" (Instrumental) – 4:09

## Andamento del singolo in Italia
| Posizione | 16 | 16 | 15 | 10 | 9 | 9 | 7 | 4 | 6 | 4 | 6 | 4 | 3 | 4 | 4 | 4 | 4 | 9 | 8 | 8 | 7 | 7 | 13 | 12 | 10 | 18 | 20 |

## Classifiche

### Classifiche settimanali
| Classifica(2004)                     | Massima posizione |
| ------------------------------------ | ----------------- |
| Australia                            | 1                 |
| Austria                              | 1                 |
| Belgio (Flemish)                     | 2                 |
| Belgio (Wallonia)                    | 1                 |
| Canada                               | 1                 |
| Danimarca                            | 1                 |
| Paesi Bassi                          | 1                 |
| Eurochart Hot 100                    | 1                 |
| Finlandia                            | 17                |
| Francia                              | 1                 |
| Germania                             | 1                 |
| Irlanda                              | 1                 |
| Italia                               | 3                 |
| Nuova Zelanda                        | 1                 |
| Norvegia                             | 1                 |
| Svezia                               | 4                 |
| Svizzera                             | 1                 |
| UK                                   | 1                 |
| U.S. Billboard Hot 100               | 1                 |
| U.S. Billboard Hot R&B/Hip-Hop Songs | 1                 |

### Classifiche di fine secolo
| Classifica (2000-2024) | Posizione |
| ---------------------- | --------- |
| Stati Uniti            | 11        |